# Камелія (співачка)
Камелія Володимирового Вескова (болг. Камелия Владимирова Вескова), більш відома просто як Камелія; нар.. 10 січня 1971, Чипровці, Болгарія) — болгарська поп-фолк співачка, актриса і ведуча.

## Біографія
Камелія народилася 10 січня 1971 року в місті Чипровці. Її музична кар'єра почалася з 11-річного віку, солісткою шкільного хору. До кар'єри співачки вона перемагала у конкурсах краси «Міс Чипровці» і «Ганна Монтана».
Паралельно з цим Камелії і зробила свої перші кроки як співачка. Почала їздити на гастролі з болгарською групою «Агат». Її наставники — самі учасники цієї групи. Почала співати на весіллях і хрестинах у північно-західній частині Болгарії, як солістка групи під керівництвом Азановом Веліновим.

## Музична кар'єра

### 1997—2000: Початок:Огън-момичеіЗлатна Рибка
У 1996 року Камелія активно займалась співом і починає музичну кар'єру. У серпні 1997 року вона підписала договір з компанією звукозапису «Пайнер» в Димитровграді. Її популярність зростала з кожним днем, а концерти і в клуби і дискотеки ставали невід'ємною частиною її повсякденного життя.
У 1998 році закінчила роботу над дебютним альбомом та у вересні того ж року випустила свій перший альбом Огън-момиче (рос. Дівчина-вогонь). Цей альбом став успішним за 1998 рік. А пісня Защо повярвах (рос. Чому ти повірив) став хітом № 1 на думку компанії «Пайнер» та журналу «Нові фолк». Її альбом було продано накладом 90 000 примірників. Наприкінці 1999 року випустила ще один альбом Златна рибка (Золота рибка).
У квітні 2000 року компанія «Пайнер» і Болгарська асоціація музичних продюсерів (БАМП) визнали її альбом золотим. Загальний наклад склав 200 000 примірників. З них 30 000 компакт-диск, що зробило його найпродаваним за рік в Болгарії. Наприкінці 2000 року альбом став платиновим.

### 2001—2006: Успіх і роль ведучої
Камелія запустила пісню Къде сі ти (Де ти), яка стала хітом. А відеокліп на цю пісню став першим відеокліпом, яка була показана на телеканалі Планета. Наприкінці року співачка взяла участь на фестивалі Золотий мустанг у Варні
У 2009 році вона стала ведучою гумористичної програми Голямата уста (Великий рот) на телеканалі Нова ТБ.

### 2012—2016: успіх ведучої, розрив контракту з Пайнер і відкриття власної студії.
У березні 2012 року на щорічній музичній премії телеканалу Планета Камелія отримала спеціальний приз за 15 років кар'єри і представила свою нову пісню Лошо действаш мі (рос. Погано робиш мені). У березні 2012 року брала участь у комедійному серіалі Ракія Sunrise, який був частиною Шоу Слави на bTV.
У 2013 році Камелія стала ведучою конкурсу Міс Болгарія разом з актором Кирилом Єфремовим. Восени 2013 року Камелія повернулася телеведучою до програми Марс і Венера на телеканалі Нова ТБ.
На початку 2014 року Камелія випустила відеокліп на пісню Престъпно е (Злочинець). У жовтні того ж року вона остаточно розірвала контракт з Пайнер, і відразу ж Камелія відкрила власну звукозаписну компанію Камс Продакшън.

## Дискографія

### Студійні альбоми
1. 1998 — Огън-момиче / Дівчина-вогонь
2. 1999 — Златна рибка / Золота рибка
3. 2002 — Нещо горещо / Дуже гаряче
4. 2005 — Има любов  / Любов існує
5. 2010 — Проект 13 / Проект 13

### Збірники
- 2006 — Целувай ме + Best Collection / Цілуй мене + Найкраща колекція
- 2012 — Златните хитове на Камелия / Золоті хіти Камелії